# Каплуненко Ігор Валентинович
І́гор Валенти́нович Каплуне́нко (9 березня 1968 — 5 січня 2015) — старшина резерву Міністерства внутрішніх справ України, учасник російсько-української війни.

## Життєвий шлях
Активіст Білоцерківського Євромайдану, входив до складу Громадського формування «Щит», ВО «Свобода». З початком бойових дій допомагав бійцям НГУ як волонтер, згодом записався добровольцем. Заступник командира 2-го взводу 3-ї роти, Київська окрема бригада, Північне ОТО НГУ, псевдо «Старшина».
Протягом 19 серпня — 6 жовтня брав участь у боях за Вуглегірськ. Січнем 2015-го відряджений на схід України — для забезпечення ротації підрозділів резервного батальйону ім. Героя України генерал-майора С. Кульчицького.
5 січня перебував у мікроавтобусі «Богдан», котрий при перевезенні взводу резервістів потрапив у ДТП поблизу Артемівська. З «Богданом» зіштовхнувся військовий «КрАЗ». Сергій Бабічев був досвідченим водієм, за свідченнями тих, хто вижив, до останнього намагався зробити все можливе для того, щоб уникнути зіткнення та врятувати побратимів, Віктор Бурка, Юрій Лінивенко, Роман Малюта, Володимир Матківський, Максим Щіпов та Тарас Герасимюк загинули від травм. Тоді загинуло 12 військовиків, ще 21 зазнав травм. 17 січня помер в київському шпиталі від поранень Ігор Дідач.
Без Ігоря лишились мама, дружина, двоє дітей, внучка.
8 січня 2015-го похований у місті Біла Церква.

## Нагороди та вшанування
- Указом Президента України № 365/2015 від 27 червня 2015 року, «за особисту мужність і високий професіоналізм, виявлені у захисті державного суверенітету та територіальної цілісності України, вірність військовій присязі», нагороджений орденом «За мужність» III ступеня (посмертно)[1].
- 9 березня 2015-го в білоцерківській ЗОШ № 6 відкрито пам'ятну дошку випускникові 1985 року Ігорю Каплуненку
- Вшановується в меморіальному комплексі «Зала пам'яті», в щоденному ранковому церемоніалі 5 січня[2][3].
- 28 липня 2022 року у місті Біла Церква вулицю Декабристів перейменували на вулицю Ігоря Каплуненка.